# Новий рік у США

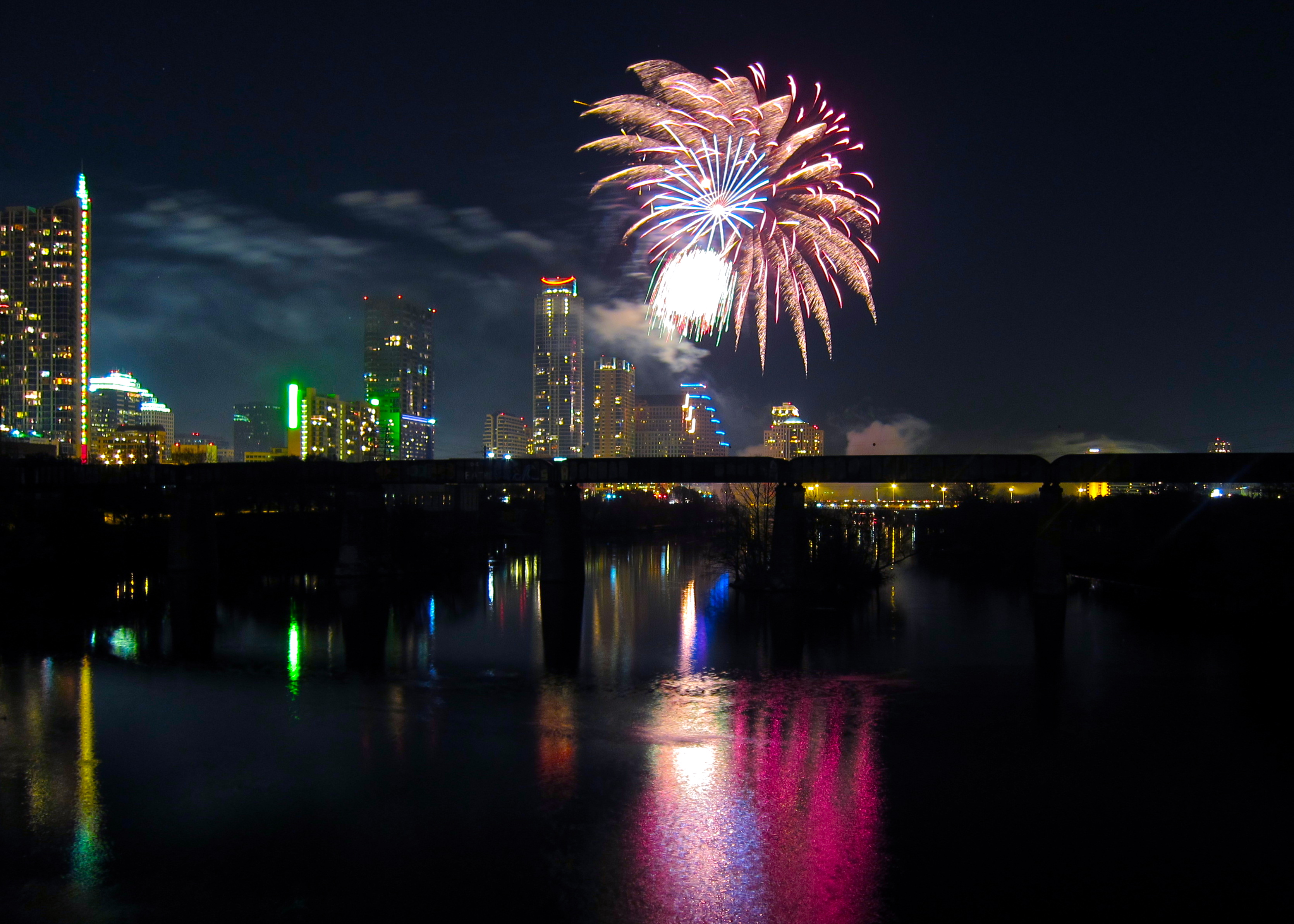
Новорічний салют в Остіні, штат Техас

Новий рік в США (англ. New Year's Day) — одне з державних свят США. Відзначається 1 січня кожного року за григоріанським календарем. 
Попри те, що за популярністю Новий рік поступається католицькому Різдву, особливо в більш релігійних і консервативних сільських регіонах, в низці міст США з'явилися свої новорічні традиції. Різдво і Новий рік у США сильно розрізняються за своїм духовним змістом. Різдво — це важливе внутрішньосімейне свято з релігійною символікою, а зустріч Нового року є більш публічним і часто проходить у вигляді вечірки з друзями в клубі, казино або на площі міста. Більшість казино країни пропонують в новорічну ніч безкоштовні тости з шампанським у своїх фоє. Зі святкуванням Нового року англійських пуритан познайомили більш ліберальні голландські колоністи, засновники Нью-Йорка, тому саме в цьому місті святкування Нового року має найбільш урочистий характер. Головним місцем його зустрічі є площа Таймс-сквер, де напередодні Нового року більш ніж стотисячний натовп чекає спуску блискучої кулі — символу настання Нового року.